# RUF Automobile

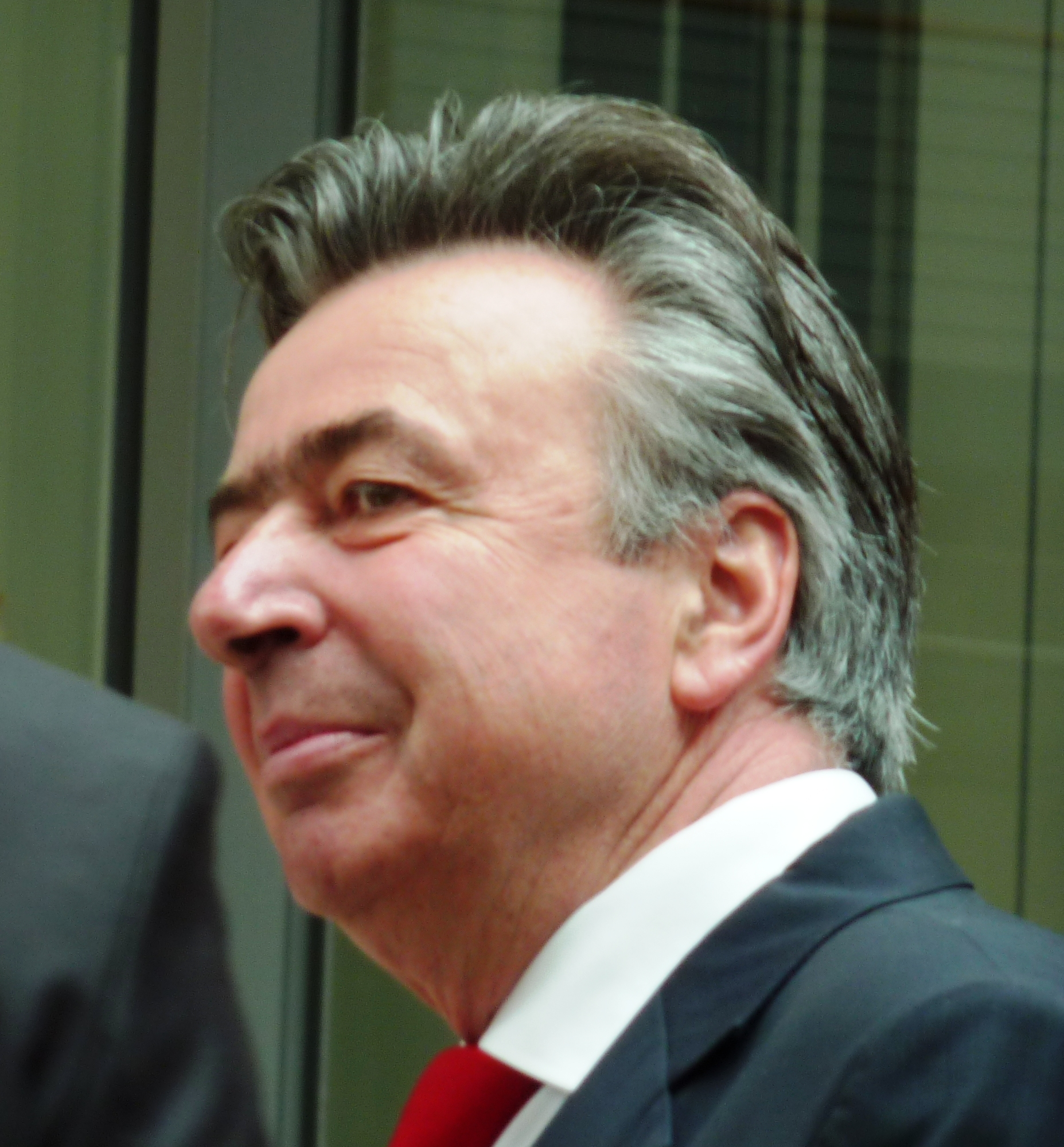
Alois Ruf (jun.) 2010

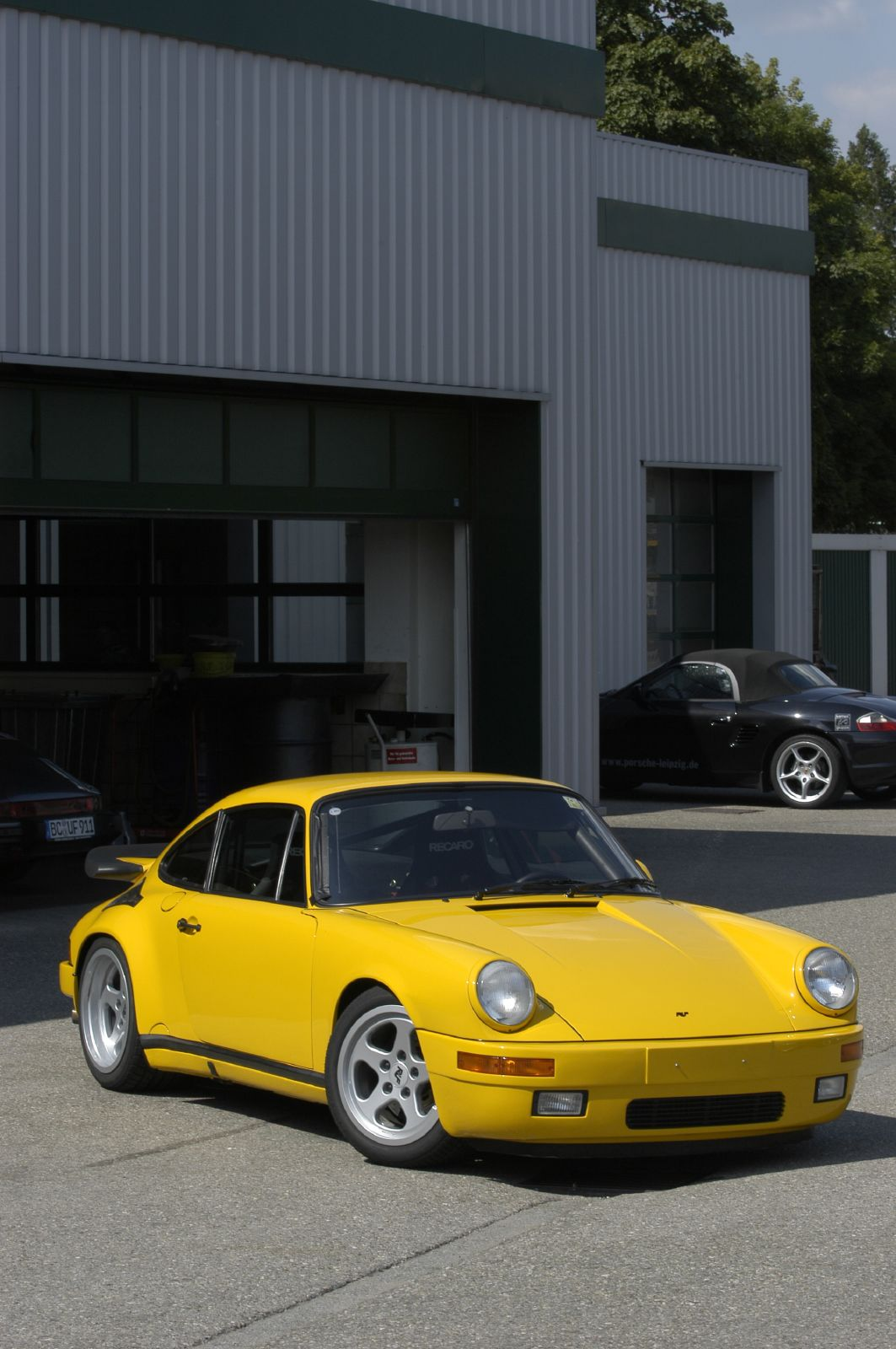
RUF CTR (Yellowbird)

RUF Automobile GmbH is een Duits fabrikant van sportauto's. Rufs worden gebouwd op een chassis van Porsches. Omdat RUF zelfgemaakte onderdelen opneemt in hun auto's, worden ze door de Duitse overheid gezien als autofabrikant.

## Geschiedenis
In 1923 werd het bedrijf opgericht in Pfaffenhausen, Duitsland als "Auto Ruf" door Alois Ruf sr. als een garage. Dit werd later uitgebreid met een tankstation. Eind jaren 40 van de 20e eeuw begon Ruf te experimenteren met eigen ontwerpen. In 1955 ontwierp en bouwde hij een touringcar die werd verkocht in Duitsland. Door het succes hiervan, startte Ruf een onafhankelijk busbedrijf.
De zoon van Alois sr., Alois Ruf jr., kreeg zijn liefde voor auto's mee van zijn vader. Zijn voorkeur ging uit naar sportauto's en in 1960 begon hij met het repareren en restaureren van Porsches vanuit het bedrijf van zijn vader. Nadat zijn vader overleed in 1974, nam Alois jr. het bedrijf over en stopte met het busbedrijf, de garage en het tankstation om zich nog uitsluitend op Porsches te richten. Een jaar later, in 1975, stonden de eerste RUF getunede Porsches in de showroom.
Het eerste RUF model maakte zijn debuut in 1977, een getunede versie van de Porsche 930 met een 3.3 liter motor. In 1978 werd deze gevolgd door RUF's eerste niet-turbo-Porsche, een Porsche 911 met een 3.2 liter motor en 217 pk.
In de jaren daarna vestigde RUF haar naam in de automobielindustrie door het produceren van krachtige en exclusief op Porsche gebaseerde sportauto's. Hierbij zat ook de RUF CTR die op dat moment het wereldrecord van snelste productie-auto vestigde. Later kwam ook de RUF CTR2 uit die het stokje overnam als 's werelds snelste productie-auto.
In april 2007 bracht RUF de RUF CTR3 uit. Hiermee werd het 20-jarig bestaan van de originele CTR gevierd, maar ook de opening van de nieuwe fabriek in Bahrein.

## RUF-modellen
- CTR (ook bekend onder de naam CTR Yellowbird)
- CTR2
- CTR3
- RGT
- BTR
- Turbo R
- R Kompressor
- RTurbo
- Rt 12
- Rt 12S
- Rt 12R
- 3400S
- 3600S
- RK Coupe/Spyder
- RGT-8
- Dakara